# 廖坤培
廖坤培（1816年—1894年），字伯厚，號西崖、西巖，四川省寧遠府會理縣（今四川省會理縣）人，生於今撒蓮鄉，清朝政治人物，同治元年壬戌科進士二甲第六十三名出身。

## 生平
其父廖朝宗，以醫為業，同治《會理州志》稱其「通軒岐之術，臨症謹慎，病癒不計謝貲。處鄉鄰不露圭角。人將構訟，即為排解，而人不知其好。」
廖坤培自幼勵志讀書，勤奮聰穎，學業日進，「文章秀麗，弱冠為名諸生」。
道光二十四年（1844年），參加四川鄉試，得甲辰恩科副榜第三名。之後，隨家移會理州城，「仍閉戶勤苦，朝夕不輟」。
咸豐元年（1851年），中辛亥恩科第19名之舉人。
同治元年，登進士二甲六十三名，改翰林院庶吉士。次年，任翰林院編修。後由內閣大挑，外任湖南省知縣，旋改任翰林院編修。
同治六年（1867年），外放任貴州省鄉試正考官、貴州學政，旋任貴州學政使，職掌全省教育和人才選拔。廖坤培在學政使任內，「所取多名下士，其後歷顯宦，任封疆，時稱為得人」。
在貴州任職二年後，於同治十年（1871）前後，又被調回京城，再入詞館，歷十餘年。正要改任廖為御史時，因母喪，聞訃返里，辭官告老還鄉。後廖坤培主講金江書院（會理中學前身），培養本地人直至逝世。
光緒二十年（1984年）廖坤培病逝，終年78歲。

## 著作
廖坤培著有《寄雲山館文集》12卷、《困齋詩稿》8卷、《中興揮塵錄》4卷、《星軺遊記》2卷、《視學勸士錄》1卷，今均無存。同治《會理州志·藝文志》載有其詩《迷易道中口占》4首。光緒《會理州續志·藝文》收有廖坤培逝世前一年所作七律6首，詩前小序是：「癸已（1893年）夏日，七十晉七初度，適當重遊泮水，子侁亦入州庠，賦七律六首徵和」。

## 家族
廖坤培有子五人。均經科舉入仕。長子倬，字由雲，任鹽提舉；次子侃，字亦陶，任直隸知州；三子儀，字鳳樓，任清廷工部主事；四子俊，字義臣，由廩貢授廣西象州知州；五子侁，附生出身，候選縣丞。